# Barrow (Rutland)
Pour les articles homonymes, voir Barrow.
Barrow est un village et une paroisse civile d'Angleterre situés dans le Rutland, à quelques kilomètres au nord-est d'Oakham. Au recensement de 2011, sa population était inférieure à 100 personnes et était incluse dans celle de la paroisse civile de Cottesmore.